# 范氏清茶
范氏清茶 （1964年1月21日—），女性，京族，越南共產黨党员，乂安省南坛县人，越南政治人物。

## 人物经历
范氏清茶长期在安沛省任职，曾任镇安县教育局副局长、县人民委员会副主席、安沛省团委副书记、书记、省人民委员会副主席、越共安沛省委常委、安沛市委书记等职务。2014年，升任越共安沛省委副书记。2015年，兼任安沛省人民委员会主席。
2016年8月，越共安沛省委书记范维强及人民议会主席吴玉俊遭下属枪杀身亡后，范氏清茶接替前两人出任越共安沛省委书记兼省人民议会主席，不再担任省人民委员会主席。
2020年9月，范氏清茶调任中央，出任内务部副部长，翌年，她在越共十三大上当选为中央委员，2021年4月8日，越南国会任命范氏清茶为内务部部长，任职至今。